# Rolf Fordon
Rolf Victor Paul Fordon (* 2. Juni 1909 in Greifswald; † 1977 in Busana, Italien) war ein deutscher Politiker (NSDAP).

## Leben
Fordon war wahrscheinlich ein Sohn des Greifswalder Zuschneiders Franz Fordon. Fordon trat schon mit 16 Jahren am 16. März 1926 in die SA ein und war Lehrling, als er zum 1. Mai 1928 in die NSDAP eintrat (Mitgliedsnummer 88.139). Um 1936 arbeitete er als Fahrdienstleiter in Berlin. In der Pogromnacht am 9. November 1938 wurde er zum SA-Hauptsturmführer befördert.
Fordon trat am 8. Dezember 1944 als Abgeordneter in den nationalsozialistischen Reichstag ein, dem er bis zum Ende der NS-Herrschaft im Frühjahr 1945 als Vertreter des Wahlkreises 2 (Berlin West) angehörte. Fordon erhielt als letzte Person zur Zeit des Nationalsozialismus ein Mandat als Abgeordneter des Reichstags. In seiner Zeit als Abgeordneter trat der Reichstag allerdings zu keiner Sitzung mehr zusammen.
Im Berliner Adressbuch von 1943 ist Fordon mit der Adresse Wassergasse 2 verzeichnet. Nach dem Zweiten Weltkrieg lebte er in Italien, wo er 1977 verstarb.

## Ehe und Familie
Fordon heiratete am 27. August 1937 Elfriede Luise Hildegard Pietro, geb. Josef (* 11. August 1913 in Berlin). Die Ehe wurde durch ein am 3. September 1963 rechtskräftig gewordenes Urteil des Landgerichts Berlin geschieden. Im Adressbuch von 1961 ist Fordons Ehefrau, nicht aber er, mit Wohnsitz Mahlower Straße 27–28 enthalten.